# Eine für alle – Frauen können’s besser
Eine für alle – Frauen können’s besser war eine deutsche Seifenoper, die von April bis Oktober 2009 im Vorabendprogramm des Ersten ausgestrahlt wurde.

## Hintergrund
Eine für alle – Frauen können’s besser war nach Rote Rosen, Sturm der Liebe, Verbotene Liebe und Marienhof die fünfte tägliche Serie im Programm von Das Erste. Um mehr Zuschauer an das neue Format zu binden, wurde die Serie in den ersten sechs Wochen auch montags auf dem Sendeplatz der erfolgreichen Polizeiserie Großstadtrevier ausgestrahlt. Ab dem 1. Juli wollte man jedoch wieder zum altbekannten Schema zurückkehren und die Soap nur noch dienstags bis freitags ausstrahlen. Geplant waren 200 Folgen, die ARD beschloss jedoch nach nur 46 gesendeten Folgen die Serie nach 100 Folgen einzustellen. Die letzte Folge wurde am 16. Oktober 2009 ausgestrahlt. Letzter Drehtag im Studio im Ludwigsburger Werkcafé war der 17. Juli 2009.

## Handlung
In der Kleinstadt Dorach leben die vier Hauptpersonen Lilli, Bärbel, Yvonne und Melanie mit ihren Familien. Alle vier Frauen sind Angestellte des mittelständischen Kühlsystemeherstellers Wetzmann. Dieses Unternehmen ist von der Schließung bedroht und die vier Hauptpersonen kämpfen um die Erhaltung ihrer Arbeitsplätze.

## Ausstrahlung
Die Serie wurde seit dem 20. April 2009 montags bis freitags (ab 1. Juli 2009 dienstags bis freitags) um 18:50 Uhr im Programm von Das Erste ausgestrahlt. Die Folgen der jeweils vergangenen Woche wurden sonntags zwischen 16:45 und 18:20 Uhr, sowie montags bis freitags um 17:35 Uhr auf EinsFestival wiederholt. Außerdem bestand die Möglichkeit, verpasste Folgen eine Woche lang in der ARD Mediathek anzusehen.

## Produktion
Die Serie entstand im Auftrag der ARD-Werbung und wurde seit dem 22. Januar 2009 von der Rubicon Filmproduktion in Zusammenarbeit mit der Bavaria Fernsehproduktion in Ludwigsburg produziert. Das Set befand sich im ehemaligen Sendestudio des früheren Regionalsenders B.TV, dessen Fläche durch den Einzug einer Zwischenebene von 1600 auf 2300 Quadratmeter vergrößert wurde. Das Studio befand sich auf einem früheren Gelände des mittelständischen Küchen- und Kühlsystemeherstellers Eisfink. Die Außenaufnahmen fanden mehrheitlich in Ludwigsburg, Bietigheim-Bissingen und Oberriexingen statt, die Handlung der Serie war jedoch in der fiktiven Kleinstadt Dorach angesiedelt.

## Kritik
Die Reklame zur Serie wurde kontrovers kritisiert. Beim deutschen Werberat ging eine Beschwerde wegen sexueller Diskriminierung von Männern in den gesendeten Radiospots ein, welche jedoch nicht zu einer Beanstandung durch den deutschen Werberat führte. Die Werbung konnte weiter fortgesetzt werden.

## Vorspann
Im Vorspann zu sehen waren: Katharina Schubert, Thorsten Nindel, Patrick Jahns, Louisa Herfert, Katharina Kaali, Yasmina Djaballah, Anna Hopperdietz, Nicolas König, Joel Stuehl, Tom Wlaschiha, Niki Greb, Peter Zimmermann und Alexander Sholti.

## Besetzung

### Hauptdarsteller
Sortiert nach der Reihenfolge des Einstiegs.
| Schauspieler       | Rollenname                    | Folgen | Jahre | Beschreibung                                                                                    |
| ------------------ | ----------------------------- | ------ | ----- | ----------------------------------------------------------------------------------------------- |
| Thorsten Nindel    | Bernd Lemcke                  | 1–100  | 2009  | Mann von Lilli, Vater von Theo und Rosa                                                         |
| Katharina Schubert | Lilli Lemcke, geb. Böger      | 1–100  | 2009  | Tochter von Klaus, Frau von Bernd, Mutter von Theo und Rosa, Ex-Freundin von Jan                |
| Nicolas König      | Gaston Dubois                 | 1–100  | 2009  | Mann von Bärbel, Stiefvater von Paul, Sohn von Natalie                                          |
| Yasmina Djaballah  | Bärbel Dubois                 | 1–100  | 2009  | Frau von Gaston, Mutter von Paul                                                                |
| Patrick Jahns      | Theo Lemcke                   | 1–100  | 2009  | Sohn von Lilli und Bernd, Bruder von Rosa, Enkel von Klaus                                      |
| Louisa Herfert     | Rosa Lemcke                   | 1–100  | 2009  | Tochter von Lilli und Bernd, Schwester von Theo, Enkelin von Klaus                              |
| Anna Hopperdietz   | Melanie Weber                 | 1–100  | 2009  | vorübergehende Freundin von Sebastian                                                           |
| Katharina Kaali    | Yvonne Kurz                   | 1–100  | 2009  | Tochter von Mimi, Freundin von Ken, Ex-Freundin von Johnny                                      |
| Joel Stuehl        | Paul Dubois                   | 1–100  | 2009  | Sohn bzw. Stiefsohn von Bärbel und Gaston, Stiefenkel von Natalie                               |
| Thomas Wlaschiha   | Sebastian Vollenbrinck        | 1–99   | 2009  | Sohn von Viktor, Bruder von Saskia, vorübergehender Freund von Melanie, Ex-Affäre von Charlotte |
| Christian Hoening  | Konrad Wetzmann               | 1–80   | 2009  | Sohn von Martin und Elisabeth                                                                   |
| Peter Zimmermann   | Viktor Vollenbrinck           | 1–88   | 2009  | Vater von Sebastian und Saskia                                                                  |
| Niki Greb          | Charlotte von Birnau          | 1–88   | 2009  | Ex-Affäre von Sebastian, Angestellte von Viktor Vollenbrinck                                    |
| Jürgen Haug        | Klaus Böger                   | 1–99   | 2009  | Vater von Lilli, Großvater von Theo und Rosa                                                    |
| Martin Armknecht   | Gerd Grauberg                 | 1–88   | 2009  | Angestellter in den Wetzmann-Werken                                                             |
| Alexander Sholti   | Karl Egon „K.E.N.“ Neugebauer | 1–100  | 2009  | Freund von Yvonne                                                                               |
| Cornelia Lippert   | Elisabeth Wetzmann            | 1–64   | 2009  | Frau von Martin, Mutter von Konrad                                                              |
| Iris Werlin        | Miriam „Mimi“ Kurz            | 2–99   | 2009  | Mutter von Yvonne                                                                               |
| Sven Waasner       | Johannes „Johnny“ Bellmer     | 8–100  | 2009  | Ex-Freund von Yvonne                                                                            |
| Stefan Mocker      | Dr. Martin Wetzmann           | 14–85  | 2009  | Mann von Elisabeth, Vater von Konrad                                                            |
| Gloria Nefzger     | Saskia Vollenbrinck           | 68–100 | 2009  | Tochter von Viktor, Schwester von Sebastian                                                     |

### Nebendarsteller
Sortiert nach der Reihenfolge des Einstiegs.
| Schauspieler        | Rollenname     | Folgen |
| ------------------- | -------------- | ------ |
| Hasan Dere          | Pförtner Ercan | 1–100  |
| Christian A. Koch   | Knut Rettich   | 3–70   |
| Christine Kutschera | Dr. Schmidt    | 7–11   |
| Michael Jäger       | Jan Freiberg   | 91–100 |
| Susanne Scholl      | Natalie Dubois | 100    |